# Internet Draft
Gli Internet Drafts (o I-D) sono una serie di documenti pubblicati da IETF. Tipicamente sono abbozzi per RFC,  ma potrebbero essere riferiti anche ad altri tipi di documenti in fase di elaborazione. È considerato inappropriato riferirsi ad un I-D per scopi referenziali.
Gli Internet Drafts devono aderire alle linee guida basilari imposte sulle RFC. Il tool IDnits è un comodo strumento per controllare la correttezza del documento prima dell'inoltro all'IETF.
Gli Internet Draft sono validi per un massimo di sei mesi e possono essere cancellati o modificati senza preavviso.  Ad eccezione degli Internet Draft che sono attualmente al vaglio dall'editor di IESG o RFC per la pubblicazione come RFC, gli Internet Draft vengono rimossi dal repository pubblico di IETF, al momento della loro scadenza.
Svariati siti web offrono mirror dei suddetti repository. Essi spesso includono feature che non è possibile riscontrare nel sito ufficiale, come hyperlink e accesso agli Internet Draft scaduti.
Gli Internet Draft prodotti da workgroup di IETF seguono la seguente convenzione di nomenclatura:
draft-ietf-<wg>-<nome>-<version number>.txt.
Gli Internet Draft prodotti da IRTF:
draft-irtf-<rg>-<nome>-<version number>.txt.
Gli Internet Draft prodotti da persone seguono la seguente convenzione di nomenclatura:
draft-<persona>-<nome>-<version number>.txt
Il numero di versione iniziale è 00. La seconda versione (prima revisione)
è 01 e così via.
L'IAB, l'RFC Editor e altre organizzazioni associate ad IETF possono produrre Internet Draft seguendo la seguente convenzione:
draft-<org>-<nome>-<sequence number>.txt.